# Isabella Di Iulio
Isabella Di Iulio (ur. 26 listopada 1991 w Pescinie) – włoska siatkarka, grająca na pozycji rozgrywającej.
Pochodzi ze sportowej rodziny. Ojciec Colombo był w młodości amatorskim piłkarzem, zaś mama Gabriella amatorsko uprawiała siatkówkę. Jej starsza o 6 lat siostra Chiara profesjonalnie gra siatkówkę.

## Sukcesy klubowe
Puchar CEV:
- 2023[13]

Liga włoska:
- 2024[14]

Superpuchar Grecji:
- 2024[15]

Puchar Grecji:
- 2025[16]

Liga grecka:
- 2025[17]